# Мелет
Окръг Мелет (на английски: Mellette County) е окръг в щата Южна Дакота, Съединени американски щати. Площта му е 3392 km², а населението - 2088 души (2017). Административен център е град Уайт Ривър.